# Urechis novaezealandiae
Urechis novaezealandiae är en djurart som tillhör fylumet skedmaskar, och som först beskrevs av Arthur Dendy 1897.  Urechis novaezealandiae ingår i släktet Urechis och familjen Urechidae. Inga underarter finns listade i Catalogue of Life.